# Henrik Bjørdal
Henrik Rørvik Bjørdal (Ålesund, 4 februari 1997) is een Noors voetballer die doorgaans speelt als middenvelder. In september 2020 verruilde hij Zulte Waregem voor Vålerenga.

## Clubcarrière
Bjørdal speelde in de jeugd van IL Valder en kwam in 2012 terecht in de opleiding van Aalesunds FK. Bij die club maakte hij later ook zijn debuut, op 13 mei 2013. Op die dag werd met 7–1 gewonnen van Lillestrøm SK en Bjørdal viel negen minuten voor het einde van de wedstrijd in voor Michael Barrantes. Aan het begin van 2016 maakte de Noor de overstap naar Brighton & Hove Albion, waar hij voor tweeënhalf jaar tekende. Lange tijd kwam hij slechts in actie voor het tweede elftal van de Engelse club en in maart 2017 nam IFK Göteborg hem op huurbasis over voor de duur van vijf maanden. In Zweden speelde de middenvelder veertien competitieduels. Ook na zijn terugkeer kwam hij niet aan spelen toe bij Brighton.
In de zomer van 2018 maakte Bjørdal transfervrij de overstap naar Zulte Waregem. In België zette hij zijn handtekening onder een verbintenis voor de duur van drie seizoenen. Na twee seizoenen in België keerde Bjørdak terug naar Noorwegen, waar hij tekende voor Vålerenga. In februari 2023 werd zijn verbintenis opengebroken en verlengd tot eind 2026. Met Vålerenga degradeerde hij eind 2023 naar de 1. divisjon, om binnen een jaar weer terug te keren op het hoogste niveau.

## Clubstatistieken
| Seizoen | Club                   | Competitie      | Competitie | Competitie | Beker | Beker | Internationaal | Internationaal | Totaal | Totaal |
| Seizoen | Club                   | Competitie      | Wed.       | Dlp.       | Wed.  | Dlp.  | Wed.           | Dlp.           | Wed.   | Dlp.   |
| ------- | ---------------------- | --------------- | ---------- | ---------- | ----- | ----- | -------------- | -------------- | ------ | ------ |
| 2013    | Aalesunds FK           | Eliteserien     | 2          | 0          | 0     | 0     | —              | —              | 2      | 0      |
| 2014    | Aalesunds FK           | Eliteserien     | 22         | 0          | 1     | 0     | —              | —              | 23     | 0      |
| 2015    | Aalesunds FK           | Eliteserien     | 30         | 1          | 1     | 0     | —              | —              | 31     | 1      |
| 2015/16 | Brighton & Hove Albion | Championship    | 0          | 0          | 0     | 0     | —              | —              | 0      | 0      |
| 2016/17 | Brighton & Hove Albion | Championship    | 0          | 0          | 0     | 0     | —              | —              | 0      | 0      |
| 2017    | → IFK Göteborg         | Allsvenskan     | 14         | 0          | 1     | 0     | —              | —              | 15     | 0      |
| 2017/18 | Brighton & Hove Albion | Premier League  | 0          | 0          | 0     | 0     | —              | —              | 0      | 0      |
| 2018/19 | Zulte Waregem          | Eerste klasse A | 24         | 2          | 1     | 0     | —              | —              | 25     | 2      |
| 2019/20 | Zulte Waregem          | Eerste klasse A | 20         | 2          | 3     | 0     | —              | —              | 23     | 2      |
| 2020    | Vålerenga              | Eliteserien     | 14         | 3          | 0     | 0     | —              | —              | 14     | 3      |
| 2021    | Vålerenga              | Eliteserien     | 30         | 4          | 1     | 0     | 2              | 0              | 33     | 4      |
| 2022    | Vålerenga              | Eliteserien     | 24         | 4          | 1     | 0     | —              | —              | 25     | 4      |
| 2023    | Vålerenga              | Eliteserien     | 28         | 3          | 6     | 1     | —              | —              | 34     | 4      |
| 2024    | Vålerenga              | 1. divisjon     | 26         | 7          | 2     | 0     | —              | —              | 28     | 7      |
| 2025    | Vålerenga              | Eliteserien     | 5          | 2          | 0     | 0     | —              | —              | 5      | 2      |
| Totaal  | Totaal                 | Totaal          | 239        | 28         | 17    | 1     | 2              | 0              | 258    | 29     |

Bijgewerkt op 30 april 2025.